# Assoziation Deutschsprachiger Kurzwellenhörer
Die Assoziation Deutschsprachiger Kurzwellenhörer e. V. (ADDX) ist eine deutsche Vereinigung von Radiohörern und Freunden des weltweiten Hörfunks. In dem eingetragenen Verein sind heute rund 3000 Mitglieder organisiert. Der Sitz des Vereins ist Mönchengladbach. Vorsitzender des Vorstands ist 2021 Uwe Bräutigam.

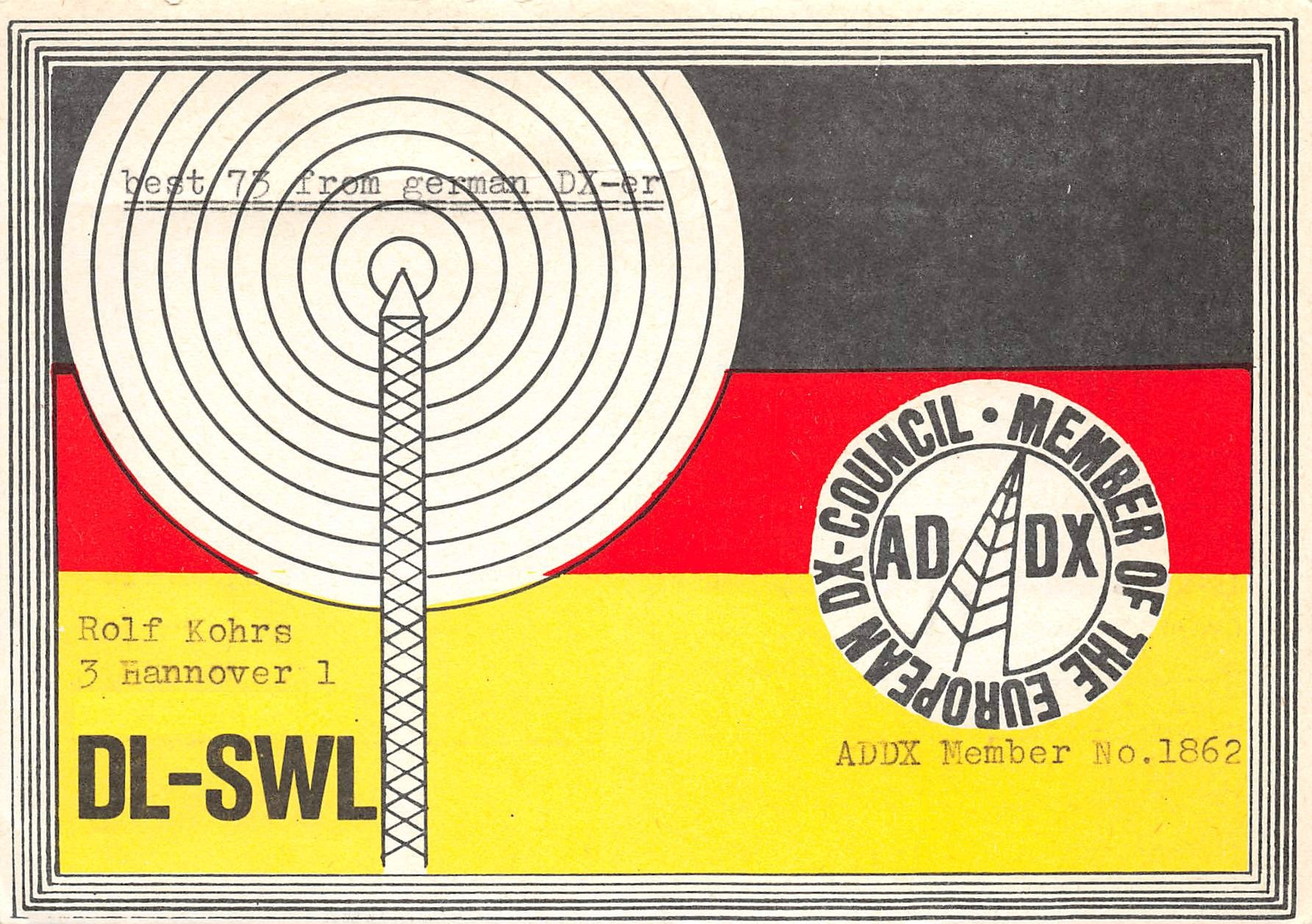
Mitglieds-Karte der Assoziation Deutschsprachiger Kurzwellenhörer e. V. (ADDX) 1970

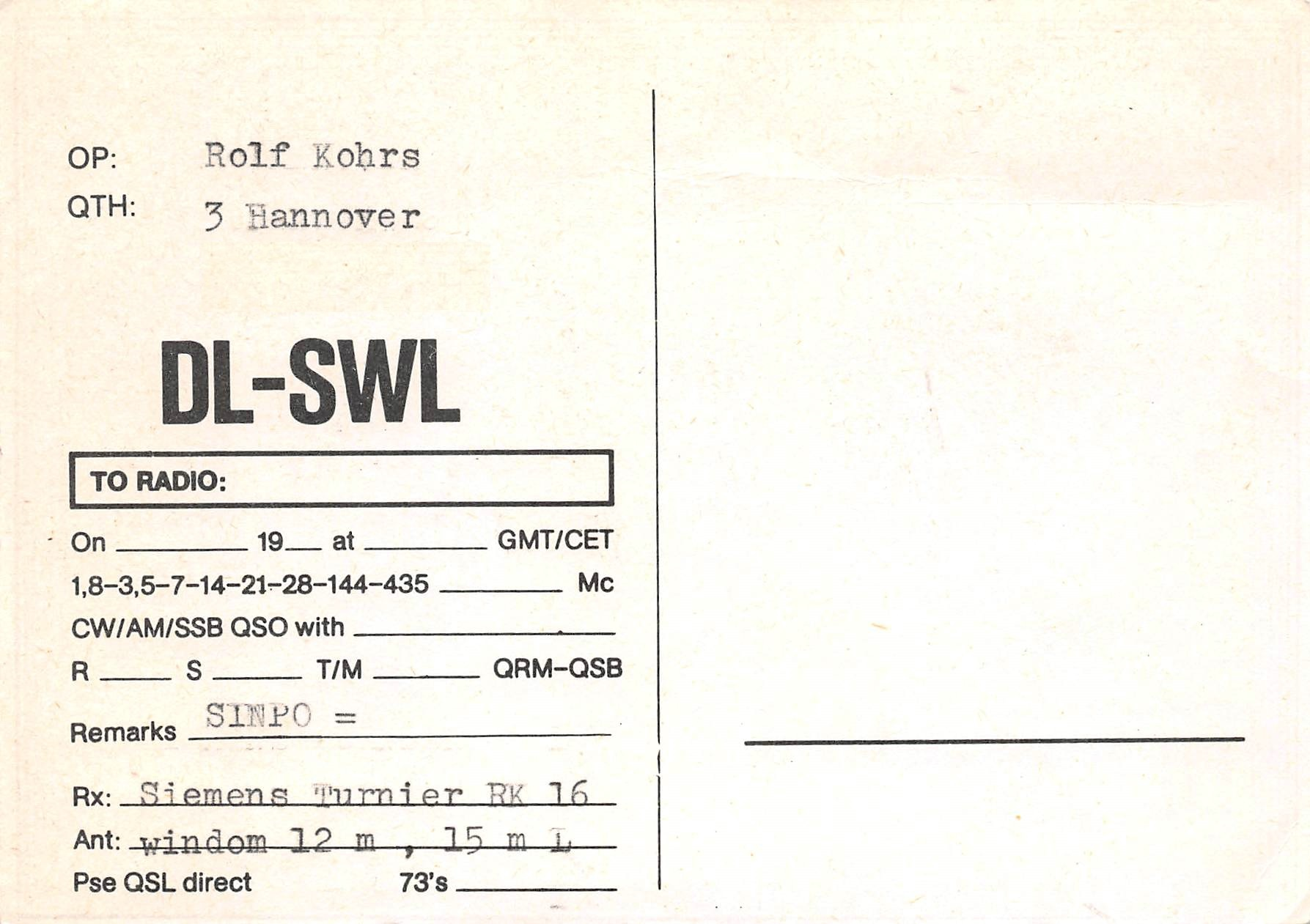
Mitglieds-Karte der Assoziation Deutschsprachiger Kurzwellenhörer e. V. (ADDX) 1970

## Geschichte
Der am 14. Januar 1967 auf Initiative von Gustav-Georg Thiele, dem ehemaligen Leiter der Hauptabteilung Hochfrequenztechnik bei der Deutschen Welle in Köln gegründete Verein ist Herausgeber der monatlich erscheinenden Fachzeitschrift „Radio-Kurier – weltweit hören“. Die Zeitschrift widmet sich dem Thema Radio auf Kurzwelle, Mittelwelle, Langwelle, UKW, Satellit, DAB, DRM und im Internet.
Neben der Herausgabe dieser Zeitschrift bestehen die Hauptfelder der Arbeit in einem umfangreichen Zeitschriftenarchiv zum Thema Rundfunkfernempfang und Funk sowie dem Reprint von historischen Büchern und Zeitschriften, die die Entwicklung des Radios widerspiegeln, auf CD-ROM.
Ein nordamerikanisches Pendant zum ADDX und seiner Zeitschrift sind der 1933 in den Vereinigten Staaten gegründete National Radio Club (NRC) und dessen Journal DX News (DXN), deutsch etwa „Fernempfangs-Nachrichten“.